# Calendari
El calendari (del llatí calenda) és una taula d'ordenació temporal per a l'organització de les activitats d'una societat. També és el sistema de divisió del temps.

## Origen etimològic
La paraula calendari prové del llatí calendarium, que era el llibre de comptes en què els prestadors anotaven els noms dels seus deutors i les sumes que devien. L'interès de les sumes deixades es pagava en el Calendae de cada mes, i d'aquí el mot Calendarium.

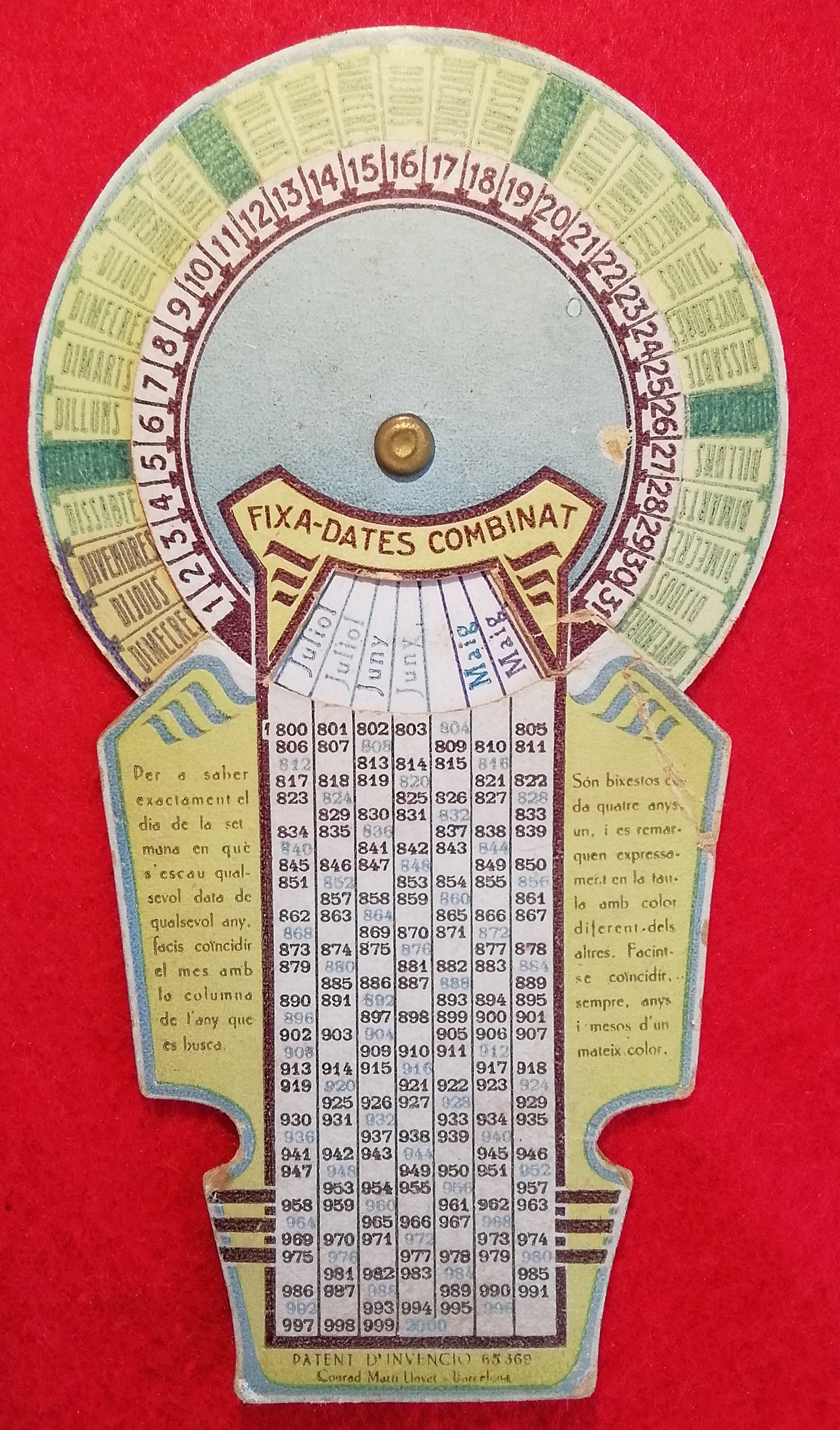
Exemplar de calendari perpetu fet a Barcelona cap a l'any 1930

El començament de l'any en l'era romana era març, i es va anomenar d'aquesta manera en honor a Mart, déu de la guerra; abril va ser anomenat per Aperire, en llatí 'obrir', la qual cosa significava el renaixement de la primavera; maig, en honor a Maia, la dea de la primavera; juny, en honor a Juno, esposa de Júpiter i dea del matrimoni.
Després, en els anys de Juli Cèsar, Quinctilis es va canviar per juliol en el seu honor, i una mica més tard, en els anys de l'emperador August, es va canviar Sextilis per agost. Els mesos de gener i febrer, com s'explica més endavant, es van afegir després. Febrer va ser anomenat així en honor de Februa, el festival de la purificació, i gener per Janus, déu de les portes.

## Història
El primer any de l'era romana, denominat l'any de Ròmul, consistia en deu o dotze mesos, segons la bibliografia que se citi. Censorí, Plutarc i altres manifestaven que al principi l'any tenia dotze mesos, però ha de donar-se més crèdit a Fulvi Nobílior, Marc Terenci Varró, Ovidi, Aule Gel·li, Macrobi, Gai Juli Solí, Servi i altres, que mantenien que el primer any romà tenia tan sols deu mesos.
El principi de l'any romà no era gener, com és en l'actualitat, sinó març, i arribava fins a desembre. Això és confirmat pel fet de l'encesa del foc sagrat al temple de Vesta, el primer dia de l'any, el primer de març. Els deu mesos del calendari eren anomenats Martius, Aprilis, Maius, Iunius, Quinctilis, Sextilis, September, October, Nouember, December. La durada dels mesos era de trenta-un dies per a quatre d'ells (Martius, Maius, Quinctilis i October) i trenta dies per als altres, de tal manera que la durada en dies dels mesos era successivament: 31, 30; 31, 30; 31, 30, 30; 31, 30, 30; i la durada total de l'any era de 304 dies.
Més tard, es va instaurar l'any de Numa, amb dotze mesos i 355 dies. Aquest any va ser creat al voltant del 700 aC pel segon rei de Roma, Numa Pompili. Censorí (c20) conta que a l'any de Ròmul se li van afegir cinquanta-un dies: "es va treure un dia a cada un dels mesos buits abans esmentats, que llavors, sumats, feien 57 dies, dels quals es van formar dos mesos, Ianuarius, amb 29, i Februarius, amb 28 dies. Així, tots els mesos eren d'aquesta manera plens, i contenien un nombre senar de dies, llevat de Februarius, que era l'únic buit, i per això considerat més desafortunat que la resta." L'any va quedar de la següent manera: Martius, 31 dies; Aprilis, 29; Maius, 31; Iunius, 29; Quinctilis, 31; Sextilis, 29; September, 29; October, 31; Nouember, 29; December, 29; Ianuarius, 29; i Februarius, 28.
Encara d'aquesta manera l'any quedava curt onze dies respecte a l'any solar, per la qual cosa Numa Pompili va ordenar que s'afegís un mes cada dos anys de 22 dies en el segon i sisè anys, i de 23 dies el quart i el vuitè, fent un cicle de vuit anys. El mes intercalar era anomenat Mercedonius. L'any romà estava basat en els cicles lunars i, segons Livi, la relació amb els anys solars es donava cada 19 anys. Aquest cicle va ser introduït el 432 aC i, encara que aquest coneixement mancava d'ús popular, era utilitzat pels pontífexs per als cultes dels déus.
El 45 aC Juli Cèsar va encarregar a l'astrònom alexandrí Sosígenes l'elaboració del seu calendari. Aquest va fixar la durada de l'any en 365 dies i sis hores, càlcul sorprenentment exacte donats els rudimentaris instruments de l'època, ja que el seu marge d'error era només d'11 minuts i 9 segons a l'any, és a dir, menys d'un segon per dia, però, a fi d'evitar complicacions, es va prendre de 365 dies de durada, afegint deu dies l'any de 355 dies. Censorí va escriure el següent text sobre això: "La confusió va ser al final portada tan lluny que Cèsar, el Pontifex Maximus, en el seu tercer consolat, amb Lèpid com a col·lega, va inserir entre novembre i desembre dos mesos intercalars de 67 dies, havent rebut ja el mes de febrer una intercalació de 23 dies, i va fer així que l'any complet consistís en 445 dies. Alhora va proveir contra una repetició d'errors similars en renunciar al mes intercalar, i en adaptar l'any al curs solar. Per això, als 355 dies de l'any prèviament existent, va afegir-hi deu dies, que va distribuir entre els set mesos que en tenien 29, de tal manera que el gener, Sextilis i el desembre en van rebre dos cada un, i els altres només un; i aquests dies addicionals els va col·locar al final de cada mes, sens dubte amb el desig de no moure els diversos festivals d'aquelles posicions en cada un dels mesos que durant tant de temps havien ocupat. Així, en el present calendari, encara que hi ha set mesos de 31 dies, els quatre mesos que originàriament en tenien aquest nombre encara són distingibles pel fet de tenir els seus nonas el cinquè dia del mes. Finalment, en consideració del quart de dia que ell creia que completava l'any, va establir la regla que, al final de cada quatre anys, un únic dia havia de ser intercalat on el mes havia estat anteriorment inserit, això és, immediatament després dels Terminalia; aquell dia s'anomena ara Bisextum." Bissextum ve de bis-sisè. El 24 de febrer era anomenat pels romans "davant de diem sextum Kalendas Martias"; en els anys de traspàs, el dia 25 era anomenat ante diem bis sextum com en els anys normals.
Juli Cèsar va afegir un dia al juliol, mes del seu naixement, per engrandir-se. August va fer el mateix amb l'agost, ja que ell no anava a ser menys que el seu antecessor. Ambdós dies van ser retirats del febrer, que va passar a tenir-ne 28. Davant de la disminució d'aquest mes respecte als altres, el dia afegit dels anys de traspàs se li va concedir a ell.
La imperfecció del calendari julià, que ja venia essent criticada com a mínim des del segle xii, per exemple per Reinher de Paderborn, va donar peu que l'any 1582 el papa Gregori XIII encarregués a l'astrònom i matemàtic italià Luigi Lilio i al jesuïta alemany Christopher Clavius la reforma que donaria vida al nou calendari anomenat calendari gregorià.
Aquesta reforma va tenir dos aspectes principals. D'una part, ja que l'equinocci de primavera s'havia avançat 10 dies, se'n suprimiren aquests per ajustar el cicle de les estacions. Aquest ajust es va dur a terme el dijous 4 d'octubre de 1582, i l'endemà es va considerar divendres 15 d'octubre. A més, per aconseguir que aquest resultat pogués mantenir-se en el futur, s'acordà que els anys de traspàs les dues últimes xifres dels quals fossin zeros no fossin de traspàs, excepte si les seves dues primeres eren divisibles per quatre. Així, doncs, dels anys 1600, 1700, 1800, 1900 i 2000, que al calendari julià són de traspàs, en el gregorià ho són només el 1600 i el 2000, de manera que cada quatre segles queden suprimits tres dies.
Aquest calendari va ser a poc a poc assumit per tots els països i és el majoritàriament utilitzat avui en tot el món.
Actualment el desfasament que es produeix és d'aproximadament 3 dies cada 10.000 anys, ja que l'any gregorià resulta més llarg que el tròpic.
En l'actualitat coexisteixen uns quaranta calendaris, que no tenen res a veure els uns amb els altres. Mesurar el temps ha estat sempre una de les nostres passions i els nostres errors ens han fet festejar l'arribada de la primavera en ple hivern.

## Tipus de calendaris

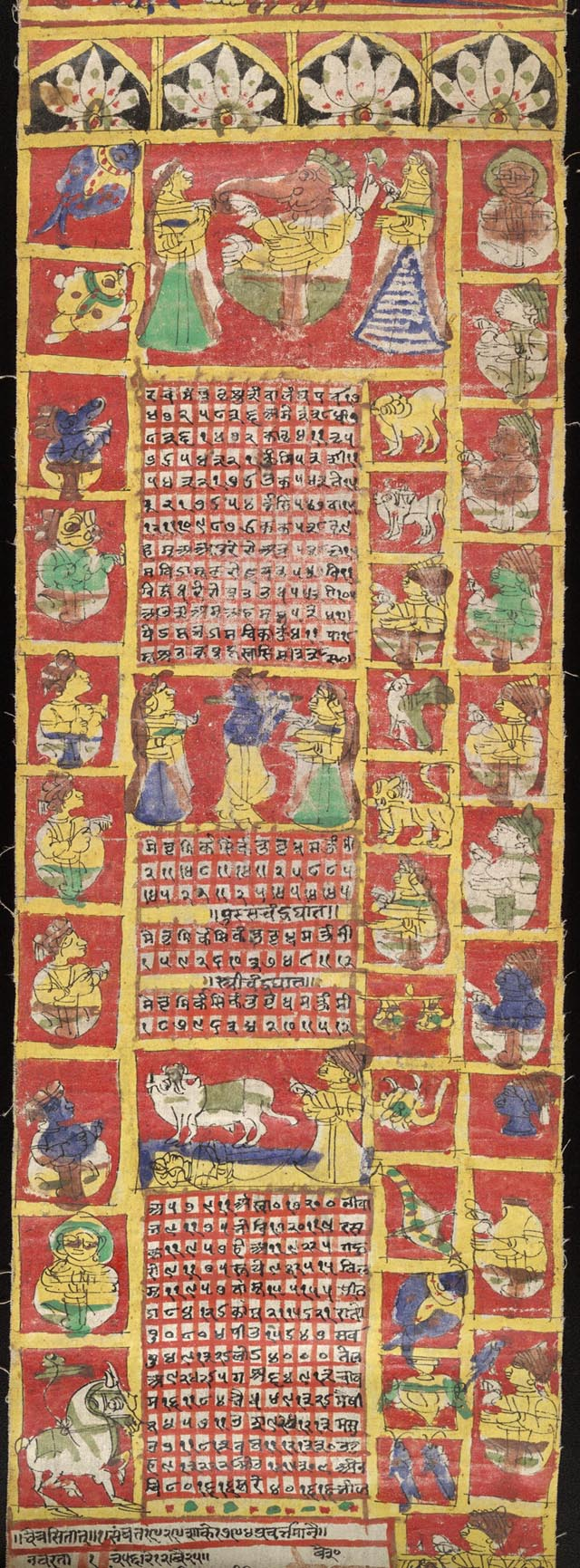
Pàgina d'un calendari hindú

Els calendaris poden ser, prenent una base astronòmica:
- Calendari solar: si es fonamenta en la duració del cicle que descriu la Terra al voltant del Sol[14] (uns 365 dies), com per exemple, el calendari egipci.
- Calendari lunar: si es basa en el curs dels cicles lunars[14] (354 dies repartits en 12 mesos), com per exemple, el calendari musulmà.
- Calendari lunisolar: si la duració total és la d'un calendari solar, però els seus mesos segueixen les fases de la Lluna, com per exemple, el calendari hebreu.

El fet que es basen en el cicle solar o el lunar està condicionat pel tipus de vida de la cultura que crea el calendari. Així, les de calendari solar solen ser cultures agrícoles i les del lunar, nòmades.

### Calendaris actuals
- Calendari budista: s'empra a Cambodja, Laos, Tailàndia i Birmània i comença amb el naixement de Buda l'any 543 aC. La majoria dels budistes celebren l'arribada del nou any el 3 de febrer; els tibetans ho celebren el 18 de febrer i alguns esperen fins i tot al 2 d'abril. El naixement i mort de Buda, d'altra banda, no sofreix variacions i s'han establert les dates del 15 de febrer i el 13 de maig, respectivament.

- Calendari xinès: és un lunisolar, a diferència del calendari gregorià, que és solar. Avui dia a la Xina s'utilitza el calendari gregorià, però encara s'empra el xinès per a marcar vacances tradicionals (com l'Any Nou xinès o el festival Duan Wu), en l'astrologia, o per a triar la data més propícia per a un casament. Com que cada mes segueix un cicle de la Lluna, també s'utilitza per determinar les seves fases. A la Xina, el calendari tradicional es coneix com el "calendari agrícola" (農曆 nónglì, 农历), mentre que el calendari gregorià es coneix com a "calendari estàndard" (公曆 gōnglì, 公历), o "calendari occidental" (西曆 xīlì, 西历). Un altre nom per al calendari xinès és el "calendari Ying" (陰曆 yīnlì, 阴历), per la referència a l'aspecte lunar del calendari, mentre que el calendari gregorià és el "calendari Yang" (陽曆 yánglì, 阳历) per la referència a les seves propietats solars.

- Calendari gregorià: és el calendari establert pel papa Gregori XIII, a instàncies de Giraldi. És vigent des de 1582 i prové del calendari julià. Precisament aquell any, el papa ordenà que s'eliminessin 10 dies del calendari (el 4 d'octubre va ser seguit pel 15 d'octubre), per tal de compensar l'avançament de l'arribada de la primavera provocada pel fet que el calendari julià, vigent fins aleshores, no compensava correctament la precessió dels equinoccis. En el calendari gregorià s'alternen els anys comuns, de 365 dies, i els de traspàs (també anomenats bixestos o bissextils), de 366, en cicles de 400 anys (que acaben els anys múltiples de 400): en cada cicle hi ha 303 anys comuns i 97 de traspàs. Per tal de distribuir-los uniformement, s'esdevenen períodes de tres anys comuns seguits d'un únic de traspàs, excepte tres períodes de set anys comuns consecutius seguits d'un de traspàs, que es fan coincidir amb tres dels quatre tombants de segle que té el cicle gregorià: concretament aquells en què el número del segle que acaba no és múltiple de 4 (per tant, en el darrer cicle, del 1601 al 2000, van ser els períodes 1697-1703, 1797-1803 i 1897-1903.

- Calendari hebreu o calendari jueu: és un calendari lunisolar, és a dir, que es basa tant en el cicle de la Terra al voltant de Sol (any), com en el de la Lluna al voltant de la Terra (mes). La versió actual, per la qual es regeixen les festivitats jueves, fou conclusa pel savi Hil·lel II als voltants de l'any 359, com a reforma del calendari hebreu antic, però no fou aplicada en la pràctica, com a mínim, fins al segle xi. Aquest calendari es basa en un complex algorisme que permet predir les dates exactes de la lluna nova, així com les diferents estacions de l'any, basant-se en càlculs matemàtics i astronòmics, i prescindint de les observacions empíriques que foren vàlides fins aleshores. En la seva concepció complexa, tant solar com lunar, el calendari hebreu s'assembla al calendari xinès, sense que es tingui constància de cap influència que hagi tingut l'un sobre l'altre; de la mateixa manera, també hi ha semblances amb el calendari emprat pels pobles de la península Aràbiga fins a l'aparició de l'islam al segle vii de l'era cristiana. En canvi, es distingeix del calendari gregorià, d'ampli ús universal, perquè està basat exclusivament en el cicle solar anual, i també del calendari musulmà, que és exclusivament lunar.

- Calendari hindú: aquest terme és confús, ja que es refereix al conjunt de calendaris regionals de l'Índia, que es comporten de diferents maneres, així com al calendari nacional indi.

1. Poden ser "astronòmics", de tal manera que l'observació efectiva dels esdeveniments astronòmics determinen el començament dels anys i els mesos. Així, el nombre de dies per mes i any pot variar, no és un calendari prèviament fixat o planejat: el cel, les observacions astronòmiques són el calendari, però això és perfectament exacte.
2. Poden ser solars, fonamentats en el moviment del Sol;
3. Poden ser lunars, fonamentats en el moviment de la Lluna; però com això provoca una incongruència amb el moviment solar (com succeeix en el calendari musulmà), els calendaris lunars són més exactament lunisolars, perquè també es considera el moviment solar i s'intenta seguir-lo de la manera més fidel possible.
4. Poden ser "calculats" (com el calendari gregorià, per exemple), de tal manera que el número de mes, el nombre de dies del mes, etc., són sempre els mateixos, determinats per regles, mitjançant les quals s'intenta que donin resultat conforme al moviment real de les estacions, el Sol i els astres.

- Calendari musulmà: és un calendari lunar. Es basa en cicles lunars de 30 anys (360 llunacions, de tradició sumèria). Els 30 anys del cicle es divideixen en 19 anys de 354 dies i 11 anys de 355 dies. Els anys de 354 dies s'anomenen anys simples i es divideixen en sis mesos de 30 dies i altres sis mesos de 29 dies. Els anys de 355 dies s'anomenen intercalars i es divideixen en set mesos de 30 dies i altres cinc de 29 dies. Anys i mesos van alternant-se. És a dir, cada 33 anys musulmans equivalen a 32 anys cristians. Les intercalacions es fan afegint un dia al final del mes de dhu-l-hijja en els anys 2n, 5è, 7è, 10è, 13è, 16è, 18è, 21è, 24è, 26è i 29è de cada cicle de 30 anys.

- Calendari persa o calendari iranià: és un calendari solar en què l'any comença el 21 de març. El març del 2002 va començar l'any 1381 del calendari persa. Aquest calendari fou adoptat el 1925 i es considera més precís que el calendari gregorià atès que en el gregorià hi ha un error d'un dia cada 3.320 anys, mentre que en el persa el mateix error apareixeria cada 3,8 milions d'anys. El calendari persa té sis mesos amb 31 dies, els cinc mesos següents amb 30 dies i l'últim amb 29 o 30 dies segons sigui de traspàs o no. L'any comença en novruz, que coincideix amb el 21 de març del calendari gregorià. L'1 de gener del 2000 del calendari gregorià és l'11 de dej de 1378 del calendari persa.

### Calendaris obsolets
- Calendari egipci: sorgeix a començaments del tercer mil·lenni abans de Crist i és el primer calendari solar conegut de la història. Estava en ple ús en temps de Shepseskaf, el faraó de la dinastia IV. En els texts de les piràmides ja s'esmenta l'existència dels dies epagòmens. El Papir de Rhind és el primer text egipci que esmenta els 365 dies de l'any.

- Calendari àtic: en vigor a Atenes en l'antiguitat clàssica, és el més conegut dels calendaris grecs. És de tipus lunisolar. L'any atenès es componia de 12 mesos lunars. Al principi, cada mes tenia 30 dies. En conseqüència, es va fer un ajust amb el cicle lunar, alternant un mes de 29 dies i un de 30 dies. Això dona un any de 354 dies, és a dir, 11 dies menys en relació amb l'any solar. Per remeiar-ho es va intercalar un tretzè mes de 30 dies després de cada segon any lunar, allò que s'anomena un cicle «trierètic». A cada any de 13 mesos se l'anomena «embolístic», nom que rep precisament del mes que és afegit (mes embolístic).

- Calendari hel·lènic: designa els diferents calendaris utilitzats durant l'era clàssica grega, dels quals el calendari àtic és el més conegut.

- Calendari irlandès.

- Calendari romà: el primitiu calendari de Roma fixava la durada dels mesos en 29 dies, 12 hores i 44 minuts, amb mesos lunars de 29 o 30 dies. El mes era la fracció major, i el dia la menor, encara que després es va dividir en hores. Els romans consideraven que el dia s'iniciava a mitjanit. En establir-se l'any (de annus = 'anell'), li van fixar una durada de 10 mesos, però més tard, per influència grega, es va passar a l'any de 12 mesos, amb 368 dies i ¾ d'un altre.

- Calendari julià: es pren com a inici de l'any l'1 de gener, en lloc del tradicional 1 de març. Consta de 365 dies dividits en 12 mesos, excepte els anys bixestos, que tenen 366 dies, i afegeixen un dia addicional al mes de febrer. El calendari julià inclou com a bixestos tots els quarts anys, inclusivament els seculars. Amb aquest calendari es comet un error de 7,5 dies cada mil anys. Va ser creat per Sosígenes d'Alexandria; tenia coneixement de la reforma que li van fer al calendari egipci en el congrés de Cànope feia 2 segles i va assessorar Juli Cèsar per a adaptar aquesta reforma de Cànope al calendari romà i implantar-la com un nou calendari. Aquesta adaptació datava les estacions i les festes romanes corresponents concordant amb el moment astronòmic en què succeïen. El nou calendari es va implantar en el 46 aC amb el nom de julius i molt després de juliol, en honor a Juli Cesar. Únicament en aquest any, es van comptar 445 dies en comptes dels 365 normals per a corregir els desfasaments del calendari anterior, i s'anomena any de la confusió. Per això, es van agregar dos mesos entre novembre i desembre, un de 33 dies i un altre de 34, a més del mes intercalar al febrer.

- Calendari asteca: va ser utilitzat per aquest poble i altres cultures americanes en dues versions, una de religiosa i una altra de civil, per mesurar el pas del temps per a l'agricultura i les festivitats. Sembla que el primer mes corresponia a una data entre febrer i març. Quan els dos calendaris acabaven el mateix dia, cada 52 anys, es canviava d'era (l'equivalent al segle) i se celebrava amb una gran festa del foc. Aquest segle es combinava també amb un cicle de Venus, anomenat vellesa.

- Calendari maia: la base d'aquest calendari, segons alguns, prové de cultures més antigues com l'olmeca; per a d'altres l'origen és propi de la civilització maia; no existeix una documentació al respecte. Donat que és similar al calendari mexicà es considera una evidència que en tota Mesoamèrica utilitzaven el mateix sistema de calendari. El calendari maia consisteix en dos diferents comptes de temps que transcorren simultàniament: el sagrat, Tzolkin o Bucxok, de 260 dies, el civil, Haab, de 365 dies i el compte llarg. El calendari maia és cíclic, perquè es repeteix cada 52 anys maies. En el compte llarg, el temps de còmput comença el 0.0.0.0.0 4 ahau 8 cumkú 13 d'agost del segle XXXII aC, i segons les presumptes profecies maies, i particularment la setena, indica que la data 13.0.0.0.0 4 ahau 3 kankin, és a dir, el 21 de desembre de 2012 dC, donarà lloc a un cicle nou.

- Calendari republicà francès (1792 - 1806): va ser un calendari utilitzat durant la Revolució Francesa, que fou instaurat per un decret de la Convenció Nacional amb el qual s'abolia l'«era vulgar» per als usos civils i es definia el 22 de setembre de 1792 com el primer dia de l'«era dels francesos». El disseny mirava d'adaptar el calendari al sistema decimal i eliminar-ne les referències de caràcter religiós.

- Calendari revolucionari soviètic (1-X-1929 - 1940): a partir del dia 1 d'octubre de 1929, es va començar a usar una versió més racionalitzada del calendari. En aquesta versió, tots els mesos tenien 30 dies, i els 5 dies restants, s'afegien entre mitjanes, sense pertànyer a cap mes ni a cap setmana.

- Calendari suec (1-III-1700 - 30-II-1711): fou utilitzat a Suècia des de l'1 de març de 1700 fins al 30 de febrer de 1712 i equivalia al calendari julià, però amb un dia de diferència. El novembre de 1699 es va decidir que Suècia començaria a adoptar el nou calendari gregorià a partir de 1700.

## Propostes de reforma del calendari

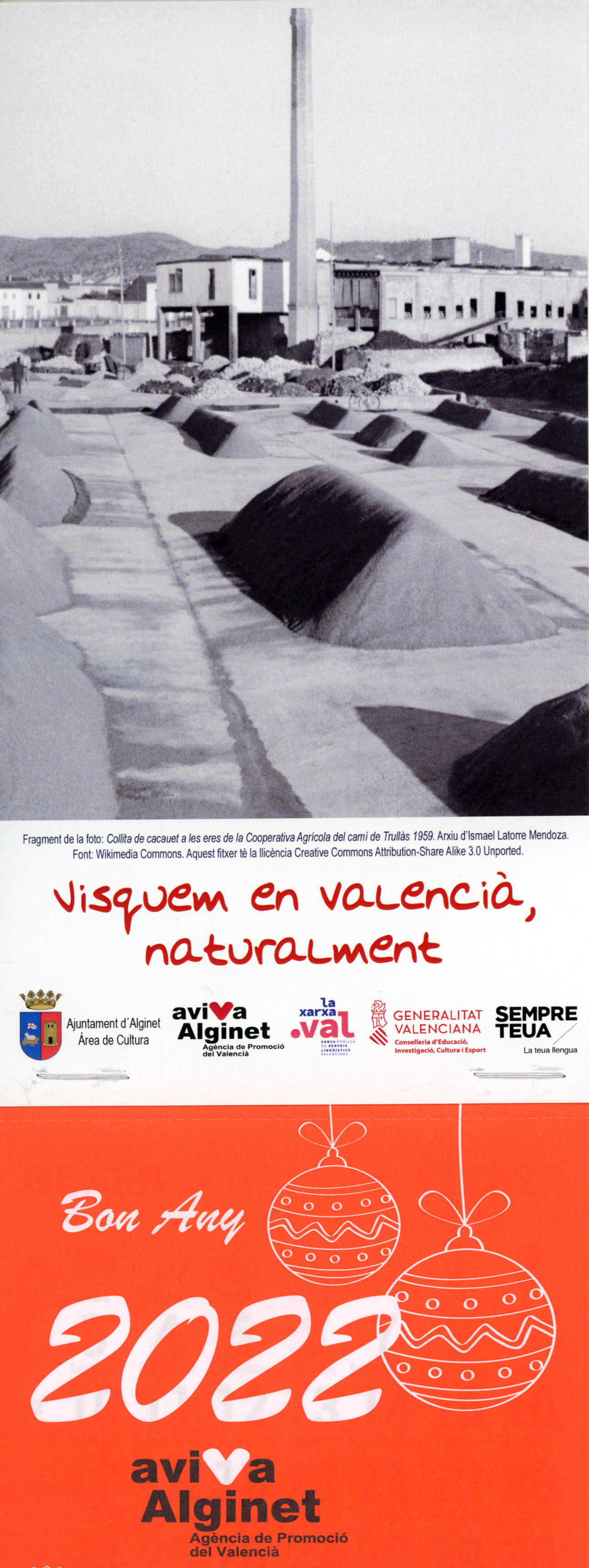
Calendari del 2022 de l'Ajuntament d'Alginet

Des de temps antics, la vida de les societats s'ha organitzat bàsicament a l'entorn de dos cicles temporals. Un d'ells és l'any, la durada del qual és d'aproximadament 365 dies i ve donada per l'astronomia, i l'altre, més breu, és el cicle de set dies o setmana, en la durada del qual, malgrat ser prou més arbitrari, estan d'acord les cultures més rellevants del món contemporani. Dos altres cicles també utilitzats en les cultures d'avui en dia, encara que de menor importància, són el mes o llunació i l'estació o trimestre.
A causa del fet que el nombre de dies de l'any varia entre 365 i 366, i que cap d'aquestes dues quantitats no és múltiple de set, la disposició dels dies en el calendari varia any rere any. Tècnicament, el nostre calendari gregorià és un cicle, ordenat d'una manera particular, de 14 calendaris diferents.
Aquest fet, juntament amb l'arbitrària durada dels mesos (de 28 a 31 dies), ha fet que des del segle xix s'alcessin diverses veus proposant-ne la reforma. Deixant-ne de banda les que pretenien variar la durada de les setmanes, aquestes reformes poden classificar-se atenent la resposta a tres qüestions:
A. Què fer amb el dia sobrant (o dos dies, en cas d'any de traspàs)
1) La solució més natural, i la que consideraven les dues grans propostes de reforma del segle xx (el calendari mundial i el calendari fix internacional), és afegir el dia o dies sobrants com un dia a part de la setmana, això és, sense ser un dilluns ni un dimarts ni un diumenge. Això generalment es fa després de finalitzar el darrer mes i el dia de traspàs s'afegeix a vegades a meitat d'any. Aquesta solució va topar amb l'oposició de les diferents religions, que veurien interromput d'aquesta manera el mil·lenari cicle de les setmanes, i feren fracassar les propostes de reforma de mitjans del segle xx.
2) D'igual manera que les gairebé sis hores sobrants de cada any es van guardant per afegir un dia més cada quatre anys, es poden guardar trenta hores, és a dir, un dia i quart, i afegir una setmana extra cada cinc o sis anys. Aquesta opció té com a desavantatge que les dates en les quals ocorren els equinoccis i solsticis sofreixen una variació major d'any en any. No obstant això, és la solució adoptada per alguns calendaris que combinen any i setmana, com el calendari litúrgic cristià o el calendari de la ISO8061.
B. Com agrupar les 52 setmanes de què consta el "cos" de l'any
Seria convenient que la subdivisió de l'any en mesos i trimestres complís tres característiques: que cada mes contingués un nombre enter de setmanes, que cada estació o quart d'any contingués un nombre enter de mesos i que cada mes tingui el mateix nombre de dies o gairebé el mateix. Tanmateix, no és possible construir un calendari amb aquestes tres característiques simultàniament, i cal renunciar-ne a alguna:
1) Si renunciem que el mes tingui un nombre enter de setmanes, podem dividir l'any en quatre trimestres de 91 dies, és a dir, tretze setmanes, i cada un d'aquests trimestres en tres mesos de 31, 30 i 30 dies. Aquesta és la idea principal del calendari mundial i és la que suposa un canvi menor respecte del nostre calendari actual.
2) Si renunciem que cada estació tingui un nombre enter de mesos, és a dir, que el nombre de mesos sigui múltiple de quatre, podem construir un calendari amb 13 mesos de 4 setmanes cada un, és a dir, 28 dies. Aquesta solució és la base del calendari fix internacional i va ser proposada ja a mitjan segle xix per Auguste Comte. És l'única en la qual tots els mesos tenen idèntica estructura. Sobre el nom que rebria el nou mes i el lloc de l'any on s'intercalaria n'hi ha una ampli ventall de propostes: "Lluna" o "Sol" intercalat entre juny i juliol, "Colom" intercalat entre novembre i desembre, o recuperar el Mercedoni romà entre febrer i març.
3) Si renunciem que tots els mesos tinguin una durada igual o almenys aproximada, en podem dividir l'any en quatre trimestres de tretze setmanes, i cada un d'aquests trimestres en tres mesos de 4 o 5 setmanes cada un, és a dir, 28 o 35 dies.
C. La setmana (i per tant, l'any) comença per diumenge o per dilluns
Encara que aquesta qüestió és de molta menor rellevància que les anteriors, no està exempta de controvèrsia. En la majoria de països europeus i en la ISO8061 es considera com primer dia el dilluns. Per als Estats Units i per a les religions cristiana i jueva, el primer dia és diumenge.
En aquesta taula es resumeixen moltes de les propostes de reforma del calendari:
| Calendari                   | Creador                          | A: Dies sobrants         | B:Estructura               | C: Primer dia de la setmana |
| --------------------------- | -------------------------------- | ------------------------ | -------------------------- | --------------------------- |
| Calendari mundial           | Marco Mastrofini                 | S'afegeixen cada any     | 12 mesos de 30 o 31 dies   | Diumenge                    |
| Calendari fix internacional | Auguste Compte                   | S'afegeixen cada any     | 13 mesos                   | Dilluns                     |
| Calendari "Pax"             | Colligan                         | S'agrupen en una setmana | 13 mesos                   | Diumenge                    |
| Calendari permanent         | Dick Henry                       | S'agrupen en una setmana | 12 mesos de 30 o 31 dies   | Dilluns                     |
| Calendari Bonavian          | Chris Carrier, Joseph Shteinberg | S'agrupen en una setmana | 12 mesos de 4 o 5 setmanes | Dilluns                     |
| Calendari Nova Terra        |                                  | S'agrupen en una setmana | 13 mesos                   | Dilluns                     |

Altres propostes de reforma no afecten l'estructura de l'any sinó el seu còmput, com per exemple el calendari holocè.

## Resum dels principals calendaris
| Calendari           | Creador           | Vigència | Cicle del calendari | Procediment d'any de traspàs |
| ------------------- | ----------------- | --- | --- | --- |
| Calendari egipci    | Desconegut        | Des del IV mil·lenni aC | Any solar de 365 dies; amb 12 mesos de 30 dies, més 5 dies epagòmens                                                        | Devien transcórrer 1.461 anys egipcis per a tornar a coincidir l'inici del cicle solar real                                            |
| Calendari egipci    | Sosígenes         | 238 aC. La reforma no va prosperar per desavinences religioses | Any solar de 365 dies i sis hores                                                                                           | Decret de Canop, amb un dia més cada quatre anys                                                                                       |
| Calendari babilònic |                   | Segle VI aC | | Tres anys gregorians |
| Calendari grec      | Soló              | Segle VII aC | Any solar | Cicle 8 anys solars de 2.922 dies, amb un dia de traspàs                                                                               |
| Calendari hel·lènic | Metó              | 432 aC | Any lunar-solar | Cicle 19 anys amb 235 mesos lunars. Són de traspàs els anys 3, 5, 8, 11, 13, 16 i 19 de cada cicle                                     |
| Calendari hel·lènic | Calipos           | 330 aC | Any lunar-solar | Cicle de Metó perfeccionat. Cicle de 76 anys, en quatre d'ells es disminuïa un dia                                                     |
| Calendari romà      | Numa Pompili      | Des del segle viii aC | Any lunar, primer de 10 mesos i després de 12                                                                               | Canvis irregulars |
| Calendari julià     | Juli Cèsar        | Des de 46 aC | Any solar de 365 dies i sis hores                                                                                           | Cada quatre anys un dia de traspàs |
| Calendari musulmà   | Mahoma            | Des del 16 de juliol de 622 (hègira) | Any lunar de 354 i 355 dies. Cicle de 30 anys, en els quals hi ha 11 anys amb un dia més. El dia comença quan es pon el sol | |
| Calendari gregorià  | Papa Gregori XIII | Als països catòlics des del 15 d'octubre del 1582; a l'Alemanya protestant des de l'1 de març del 1700; a Anglaterra des del 1752, a Suècia des del 1753. Japó, 1873. Bulgària i Turquia, 1916. Antiga URSS, 1918. Romania, 1919. Grècia, 1923. Xina, 1949 | Any solar de 365 dies | Cada quatre anys, un dia de traspàs, el 29 de febrer; excepte els anys acabats en 00, que només són de traspàs si són múltiples de 400 |
| Calendari turc      |                   | Anterior al calendari musulmà | Any lunar de 354 dies | Cicle de 8 anys, els anys 2, 5 i 7 tenen 355 dies                                                                                      |
| Calendari turc      |                   | A partir de 1677 Any | solar | |
| Calendari hebreu    | Hil·lel II        | 359 | Any lunar-solar | Cicle de 19 anys, en 7 dels quals s'afegeix un mes                                                                                     |
| Calendari maia      | Desconegut        | ---- | Any civil - Haab. Cicle de 13 mesos de 20 dies més 5 dies de mala sort                                                      | |
| Calendari inca      | Mayta Cápac       | Antiguitat desconeguda, registrat pels cronistes a partir del segle xvi | Any lunar-solar | Cicle de 12 mesos de 30 dies |
| Calendari asteca    | Olmeques          | Segle XII aC | Any civil - Xihuitl | Cicle de 365 dies amb 4 hores |